# Дердевил: Поново рођен
Дердевил: Поново рођен (енгл. Daredevil: Born Again) је америчка телевизијска серија коју су за Disney+ креирали Дарио Скардапејн, Мет Корман и Крис Орд, на основу лика Дердевила из Marvel Comics-а. Смештена је у Марвелов филмски универзум, дели континуитет са филмовима овог серијала и друга је серија која прати насловног хероја након серије Дердевил (2015—2018). Скардапејн је шоуранер серије, док су Џастин Бенсон и Арон Мурхед главни редитељи.
Чарли Кокс понавља улогу Мета Мердока / Дердевила из Марвелових Нетфликс телевизијских серија и претходних продукција Marvel Studios-а, док су у осталим улогама Винсент Д’Онофрио, Дебора Ен Вол, Елден Хенсон и Мајкл Гандолфини. Развој серије почео је у марту 2022, а Корман и Орд су се придружили у мају те године. Име серије и број епизода откривени су у јулу исте године. Снимање је почело у марту 2023. у Њујорку, пре него што је прекинуто у јуну због штрајка Удружења сценариста Америке.
Серија је почела са приказивањем 4. марта 2025. и састоји се од 9 епизода. Друга сезона је тренутно у фази развоја.

## Премиса
Серија почиње неколико година након догађаја из серије Дердевил, и годину дана након што је слепи адвокат Мет Мердок обуставио своје активности као маскирани осветник „Дердевил”. У првој сезони, Мердок наставља своју борбу за правду као адвокат, док бивши криминални бос Вилсон Фиск бива изабран за градоначелника Њујорка, што њих двојицу поставља на пут сукоба.

## Улоге
| Глумац             | Улога                       |
| ------------------ | --------------------------- |
| Чарли Кокс         | Мет Мердок / Дердевил       |
| Винсент Д’Онофрио  | Вилсон Фиск / Кингпин       |
| Дебора Ен Вол      | Карен Пејџ                  |
| Елден Хенсон       | Френклин „Фоги” Нелсон      |
| Мајкл Гандолфини   | Данијел Блејк               |
| Маргарита Левијева | Хедер Глен                  |
| Вилсон Бетел       | Бенџамин „Декс” Поиндекстер |
| Забрина Гевара     | Шила Ривера                 |
| Ники М. Џејмс      | Кристен Макдафи             |
| Генеја Волтон      | Би-Би Јурик                 |
| Ајелет Зорер       | Ванеса Фиск                 |
| Џон Бернтал        | Френк Касл / Панишер        |

## Епизоде
| Сезона | Сезона | Епизоде | Епизоде | Оригинално емитовање | Оригинално емитовање |
| Сезона | Сезона | Епизоде | Епизоде | Премијера            | Финале               |
| ------ | ------ | ------- | ------- | -------------------- | -------------------- |
|        | 1.     | 9       | 9       | 4. март 2025.        | 15. април 2025.      |
|        | 2.     | 8       | 8       | март 2026.           | н. п.                |